# Горний (Тогучинський район)
Горний (рос. Горный) — смт у Тогучинському районі Новосибірської області Російської Федерації.
Входить до складу муніципального утворення міське поселення робітниче селище Горний. Населення становить 9164 особи (2017).

## Історія
Згідно із законом від 2 червня 2004 року органом місцевого самоврядування є міське поселення робітниче селище Горний.

## Населення
| 1970  | 1979  | 1989  | 2002  | 2007    | 2009    | 2010  |
| ----- | ----- | ----- | ----- | ------- | ------- | ----- |
| 4073  | ↗5922 | ↗7624 | ↗9935 | ↗10 119 | ↗10 138 | ↘9403 |
| 2012  | 2013  | 2014  | 2015  | 2016    | 2017    |       |
| ↘9352 | ↗9426 | ↗9492 | ↘9486 | ↘9266   | ↘9164   |       |